# Тодорович, Дарко
Дарко Тодорович (босн. Darko Todorović; род. 5 мая 1997[…], Биелина) — боснийский футболист, защитник клуба «Ахмат» и сборной Боснии и Герцеговины.

## Клубная карьера

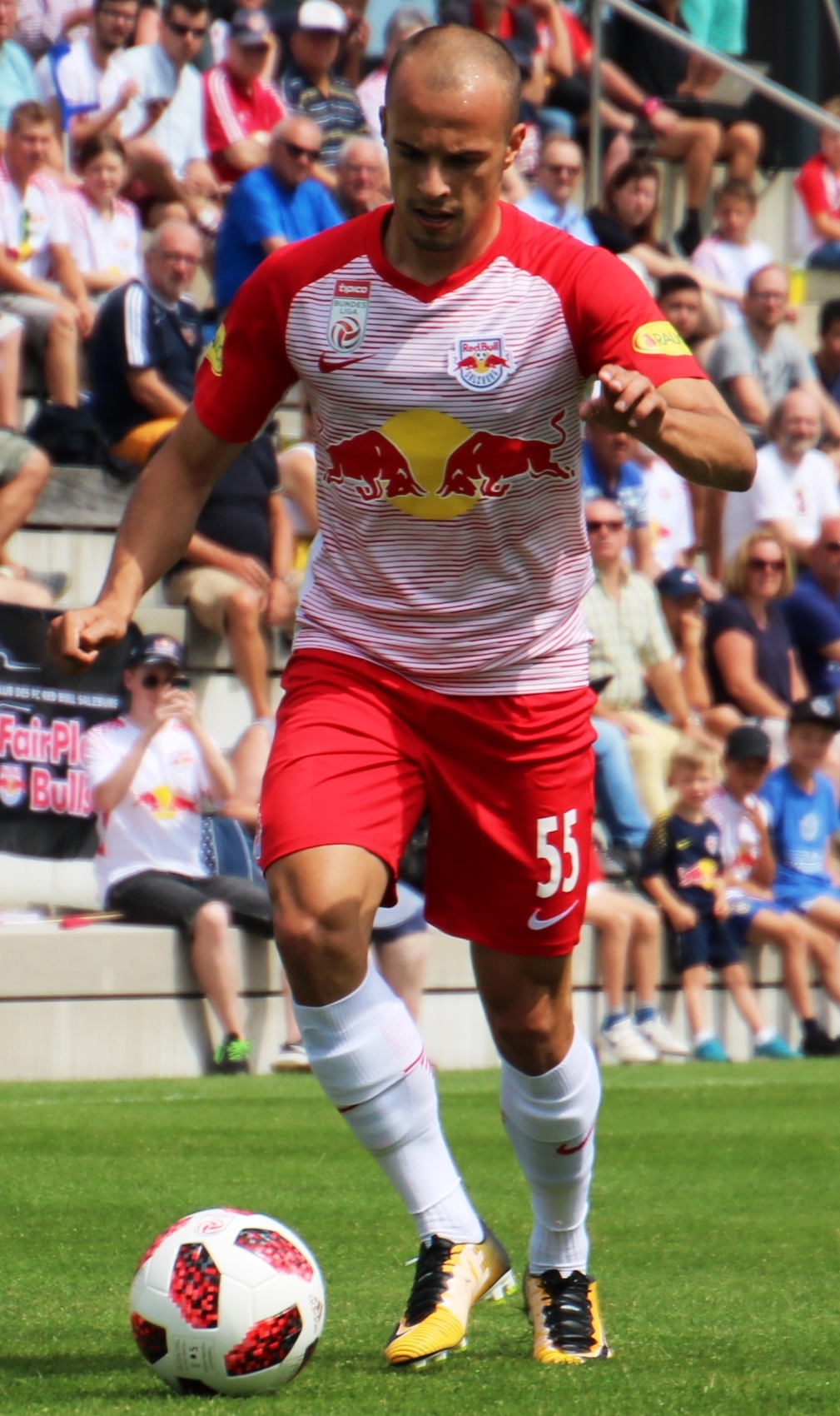
Тодорович в составе «Ред Булл Зальцбург»

Тодорович — воспитанник клуба «Слобода» из Тузлы. 11 апреля 2015 года в матче против «Зриньски» он дебютировал в чемпионате Боснии и Герцеговины. 20 мая 2017 года в поединке против «Крупы» Дарко забил свой первый гол за «Слободу». Летом 2018 года Тодорович перешёл в австрийский «Ред Булл Зальцбург». 22 июля в поединке Кубка Австрии против «Оидта» Дарко дебютировал за основной состав. 11 августа в матче против венской «Аустрии» он дебютировал в австрийской Бундеслиге.
Летом 2019 года Тодорович был арендован немецким клубом «Хольштайн». 27 июля в матче против «Зандхаузена» он дебютировал во Второй Бундеслиге.
Летом 2020 года Тодорович был арендован хорватским «Хайдуком». 16 августа в матче против «Истра 1961» он дебютировал в чемпионате Хорватии. Летом 2021 года Тодорович на правах аренды перешёл в российский «Ахмат». В матче против «Зенита» он дебютировал в РПЛ. По окончании аренды клуб выкупил трансфер игрока за 400 тыс. евро.

## Международная карьера
29 января 2018 года в товарищеском матче против сборной США Тодорович дебютировал за сборную Боснии и Герцеговины.